# Una pistola per Ringo
Una pistola per Ringo è un film del 1965 diretto da Duccio Tessari. 
Pellicola di genere western all'italiana, primo dei quattro western "ciociaro-andalusi" di Tessari.
Nonostante il titolo, la pellicola non ha nulla a che vedere con Il ritorno di Ringo (sempre di Tessari) e ritenuto da molti un sequel del presente film ma così intitolato in seguito al grande successo di questo primo western all'italiana di Tessari.

## Trama
La banda del fuorilegge Sancho assalta la banca di una cittadina e si rifugia nella fattoria del maggiore Clyde Brown e della figlia Ruby, fidanzata dello sceriffo. Ringo, detto Faccia d'Angelo, viene liberato dalla prigione ed ingaggiato per liberare gli ostaggi e permettere agli uomini dello sceriffo di assaltare la struttura senza timore di rappresaglie sui prigionieri.
Ringo accetta in cambio di una percentuale della rapina e si inserisce nella banda: si presenta come ricercato e cura Sancho da una ferita al braccio, protegge Ruby dalle attenzioni degli uomini ed infine propone un piano di fuga in cambio del 40% del bottino.
Sancho inizialmente rifiuta, ma si deve ricredere nonostante Ringo gli sveli di essere stato pagato dallo sceriffo con il 30% della rapina per uccidere tutta la banda. Mentre le squadre dello sceriffo sono in attesa sulle colline, Ringo ed altri banditi attaccano di notte la postazione del mulino, ma Ringo ucciderà i suoi compagni e darà istruzioni allo sceriffo su come segnalare il fatto. Ringo ritorna alla fattoria dopo aver sistemato della dinamite nel canyon, ma verrà imprigionato da Sancho a seguito della segnalazione scorretta. Con un nuovo espediente Ringo dichiara la sua innocenza e il mattino seguente riesce a far fuggire gli ostaggi, ma rimane bloccato nella fattoria con il maggiore Clyde, ferito gravemente. La banda insegue gli ostaggi, ma deve tornare alla fattoria perché braccati dallo sceriffo e bloccati da una frana, causata dall'esplosione della dinamite sistemata la notte precedente.
Sancho e gli uomini rimasti vanno alla ricerca di Ringo con l'intento di vendicarsi, ma vengono uno ad uno uccisi e prima che lo sceriffo arrivi, Ringo abbandona la fattoria con la quota spettante.

## Influenza culturale
Il film diretto da Duccio Tessari Il ritorno di Ringo con Giuliano Gemma non è un vero seguito, ma fu girato addirittura prima di Una pistola per Ringo con un titolo differente. Si decise di distribuirlo facendolo sembrare un seguito a causa del successo del film.
Il successo di questo film, inoltre, è stato sfruttato da diverse altre produzioni che ne hanno utilizzato il nome del protagonista pur non avendo nulla a che fare con l'originale:
- 100.000 dollari per Ringo, regia di Alberto De Martino (1965)
- 3 colpi di Winchester per Ringo, regia di Emimmo Salvi (1966)
- Ringo del Nebraska, regia di Antonio Román (1966)
- I due figli di Ringo, regia di Giorgio Simonelli (1966)
- Johnny Oro, regia di Sergio Corbucci (1966)

Conosciuto come Ringo and His Golden Pistol (USA), Ringo au pistolet d'or (Francia), Ringo dödar för dollar (Svezia), Ringo ja kultainen pistooli (Finlandia), Ringo med de gyldne pistoler (Danimarca), Ringo mit den goldenen Pistolen (Germania)
- La grande notte di Ringo, regia di Mario Mattei (1966)
- Ringo il texano (The Texican), regia di Lesley Selander (1966)
- Una donna per Ringo (Dos pistolas gemelas), regia di Rafael Romero Marchent (1966)
- Ringo, il volto della vendetta (Los cuatro salvajes), regia di Mario Caiano (1967)
- Cinque dollari per Ringo (Cinco pistolas de Texas), regia di Ignacio F. Iquino e Juan Xiol (1967)
- Ballata per un pistolero, regia di Alfio Caltabiano (1967)

Conosciuto come Ringo, Pray to Your God and Die
- Uccidi o muori, regia di Tanio Boccia (1967): conosciuto come Ringo, draeb eller do! (Danimarca), Ringo contre Johnny Colt (Francia), Ringo - döda eller dödas (Svezia), Ringo Against Johnny Colt
- Ringo, il cavaliere solitario (Dos hombres van a morir), regia di Rafael Romero Marchent (1968)
- Joe... cercati un posto per morire!, regia di Giuliano Carnimeo (1968)

Conosciuto come Ringo - Such Dir einen Platz zum Sterben (Germania), Ringo cherche une place pour mourir (Francia e Belgio)
- Giunse Ringo e... fu tempo di massacro, regia di Mario Pinzauti (1970)